# Kostel svatého Jana Nepomuckého (Štěchovice)
Kostel svatého Jana Nepomuckého ve Štěchovicích je farním kostelem vybudovaným v letech 1911–15 v secesně-neorománském stylu podle projektu Kamila Hilberta.
Sloh kostela je inspirován beuronským uměním.

## Historie
V roce 1853 zemřel obchodník s dřívím Matěj Rada, který ve své závěti odkázal 20 089 zlatých a 37 krejcarů na zakoupení pozemku a vybudování kostela s farou a hřbitovem ve Štěchovicích. Pozemek byl zakoupen roku 1889. Až roku 1905 byl Kamilu Hilbertovi zadán projekt, podle něhož se začalo roku 1911 stavět. Důvodem dlouhého období byl nedostatek finančních prostředků. Teprve roku 1911 vzrostlo jmění nadačního fondu na 253 849 korun a 34 haléřů. Celkový rozpočet včetně fary zněl na 210 000 korun. Stavbu provedla firma Bratři Kavalírové z Prahy, kamenické práce prováděl kameník Josef Chudoba s výjimkou sochařsky pojatých článků, jejich autory jsou Čeněk Vosmík a Vojtěch Sucharda. Pneumatické varhany dodala firma Hubička z Holešovic. Oltáře provedla řezbářská dílna Václava Mráze. Malířskou výzdobu provedl podle architektova návrhu František Frölich. Stavba byla dokončena 7. prosince 1913, kdy došlo k zavěšení čtyř zvonů. K vysvěcení došlo až 23. října 1915.

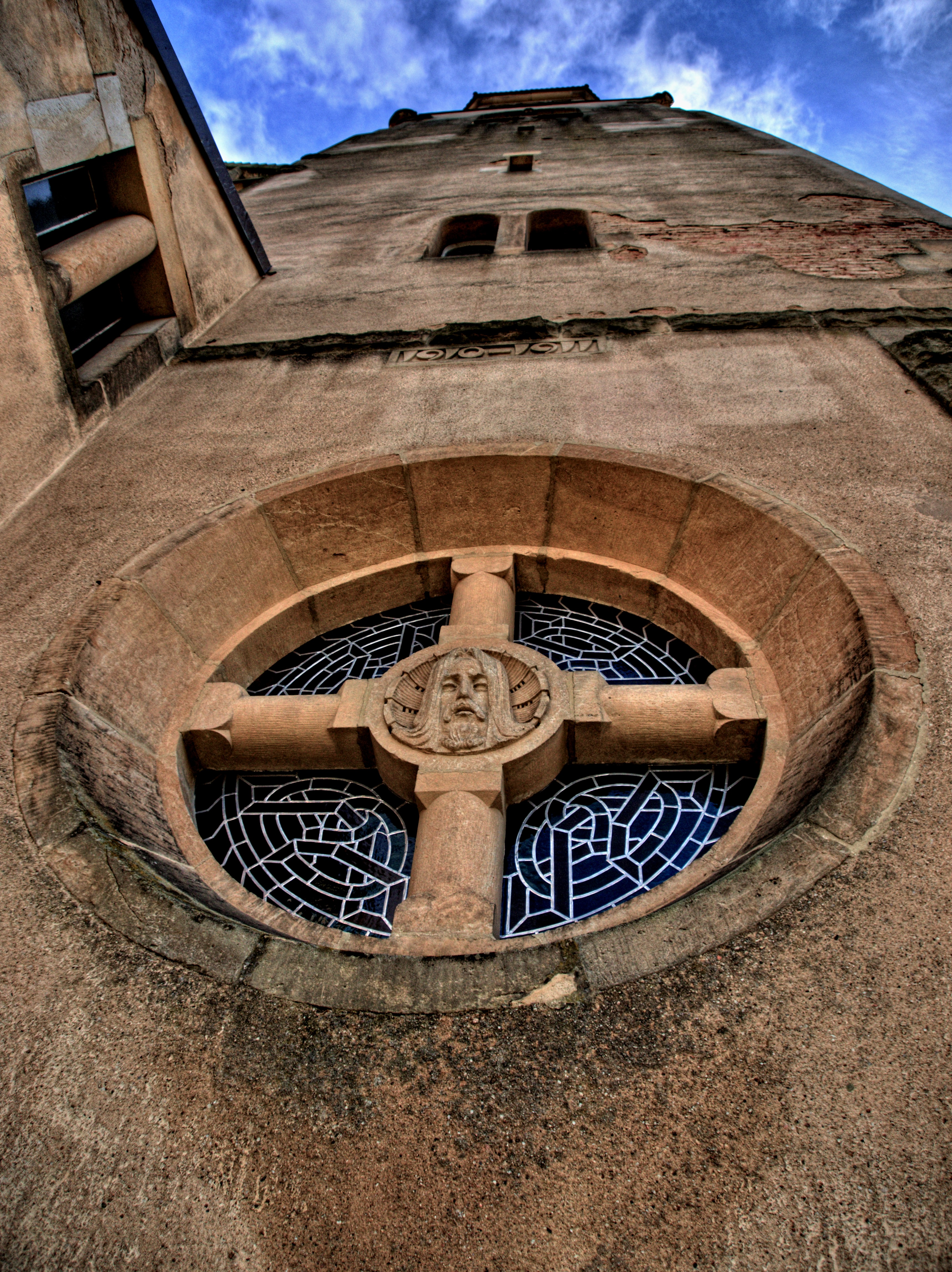
Kostel Jana Nepomuckého ve Štěchovicích

V průběhu první i druhé světové války došlo k rekvizicím zvonů, takže na věži zůstal pouze malý umíráček. Roku 1944 byla do kostela zavedena elektřina. Roku 1978 byl pořízen druhý zvon zasvěcený Panně Marii.

## Popis
Zhruba orientovaný kostel je vybudovaný na mírném návrší uprostřed Štěchovic. Jižně od něj leží fara, severně hřbitov. Samotný kostel je trojlodní, bazilikálně převýšený. Všechny tři lodě jsou uzavřeny apsidou, presbytář navíc kromě apsidy tvoří i nehluboký, příčně obdélný chór. Na západní straně kostela navazuje na hlavní loď předsíň s přilehlým schodištěm na kruchtu. Z jižní strany k boční lodi přiléhá sakristie. Na západním konci téže jižní boční lodi je vztyčena věž na níž jsou zavěšeny zvony. Boční lodě jsou zaklenuty quasirománskými valenými klenbami s trojúhelnými styčnými výsečemi. Mezilodní arkády jsou neseny betonovými, quasi románskými sloupy. Hlavní loď má plochý strop s průvlaky. Apsidy jsou klenuty konchami.
Architektonicky je kostel kombinací románských prvků s prvky tehdy moderní strohé, geometrické secese. To se projevuje jak v základním utváření hmot, tak i v detailech, například v malované výzdobě interiéru. Kromě toho lze v ornamentu nalézt též ohlas byzantského umění. Shodně je řešen i mobiliář. Výrazně se v interiéru kostela uplatňuje surový beton, z něhož jsou vytvořeny stropy, překlady oken a dveří, sloupy mezilodních arkád, ale také křtitelnice v křticí kapli umístěné v podvěží. Na exteriéru kostela je naproti tomu výrazně uplatněn tesaný kámen (pískovec), z něhož jsou vytvořeny veškeré architektonické prvky (například vstupní portál, ostění oken, členění štítu atp.). Samotné cihelné zdivo je však uvnitř i vně kostela omítané.

## Galerie

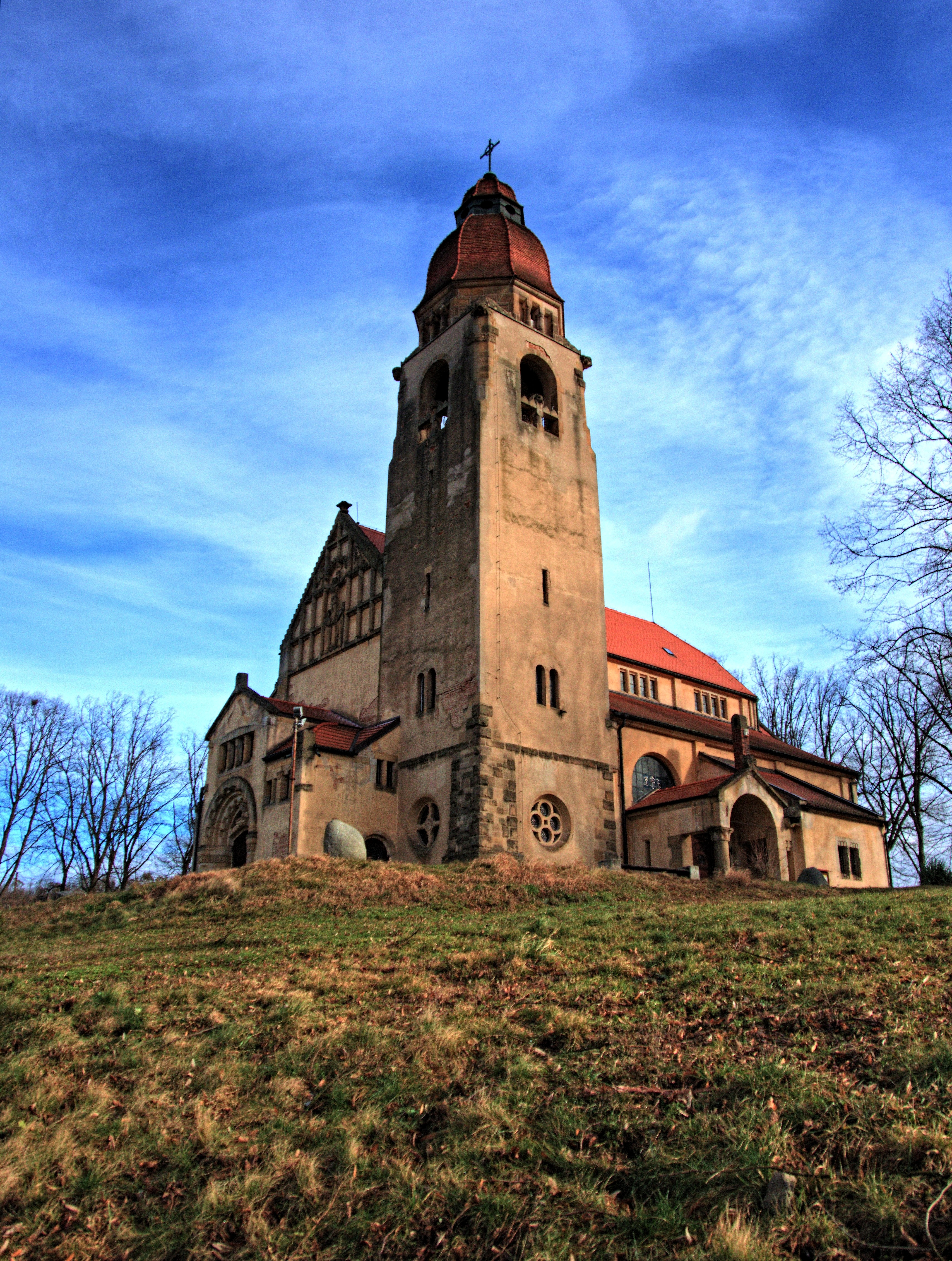
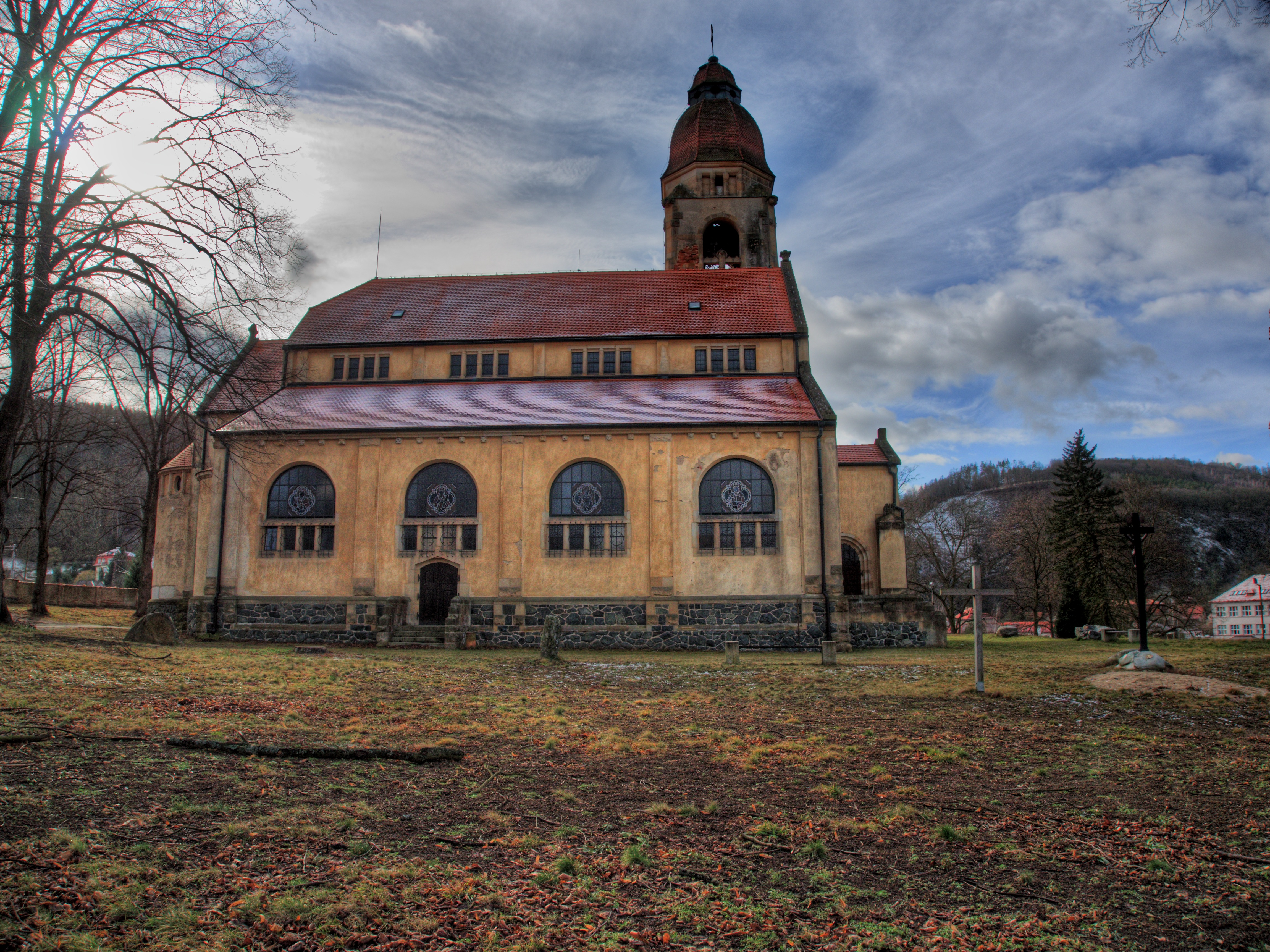
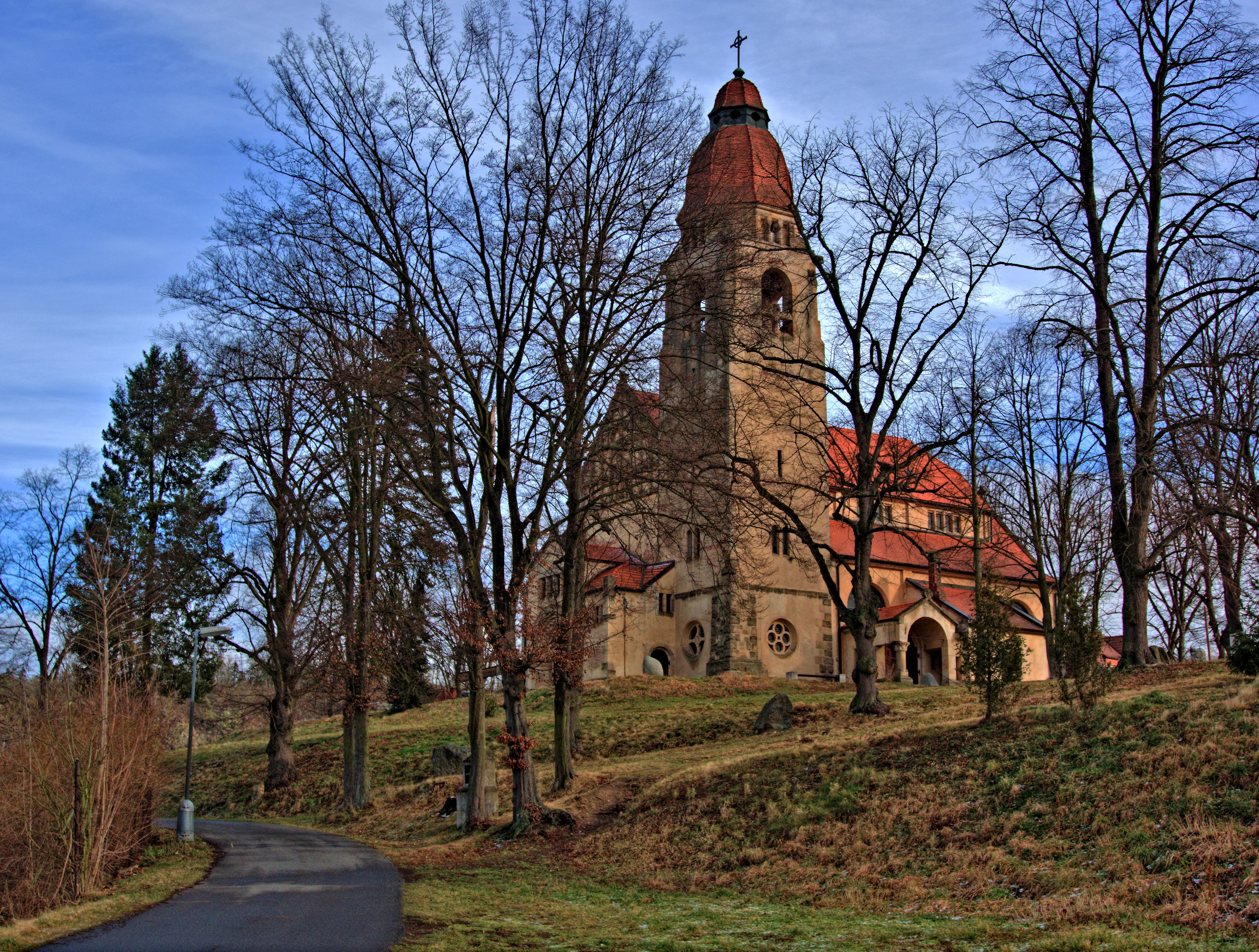
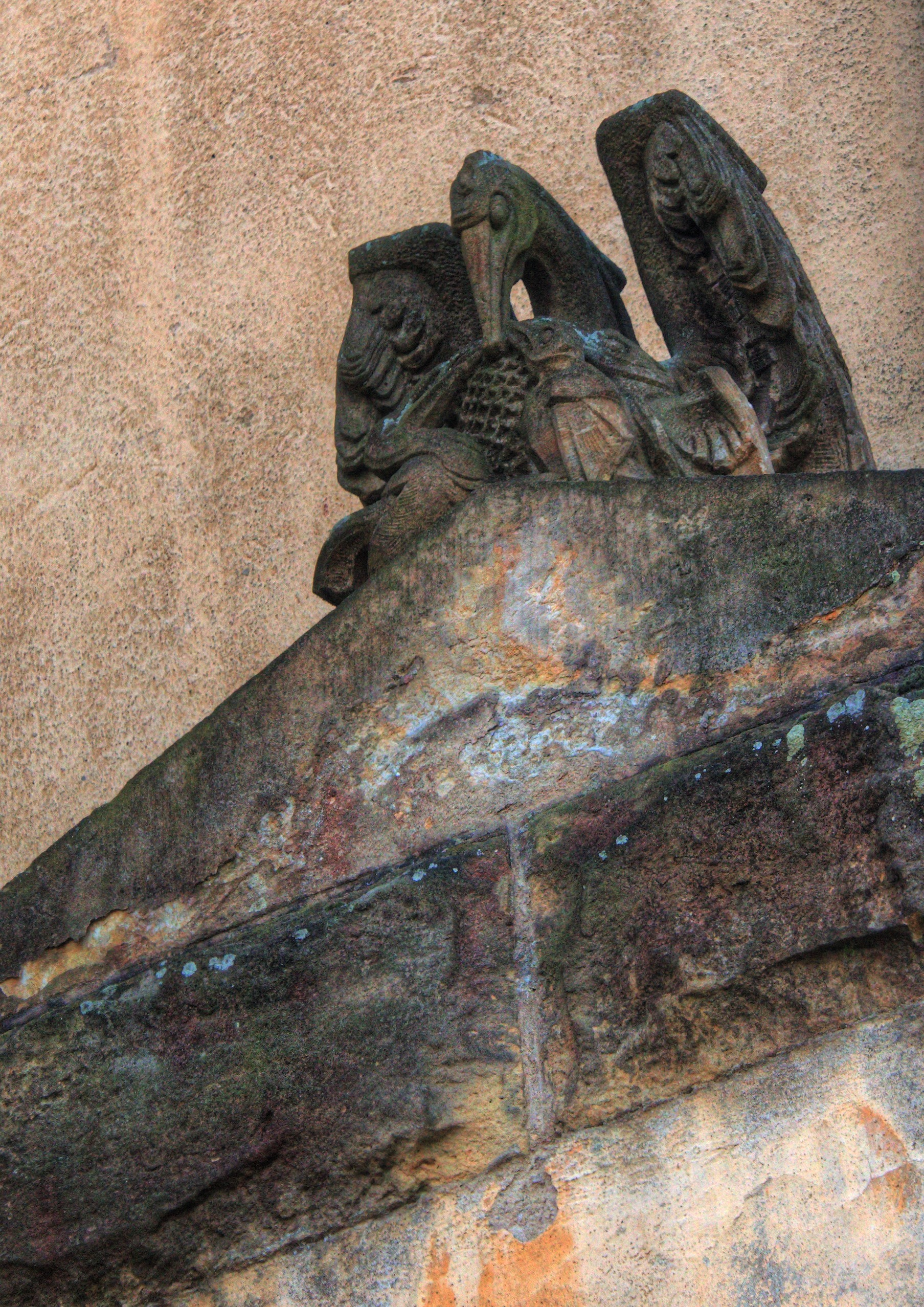
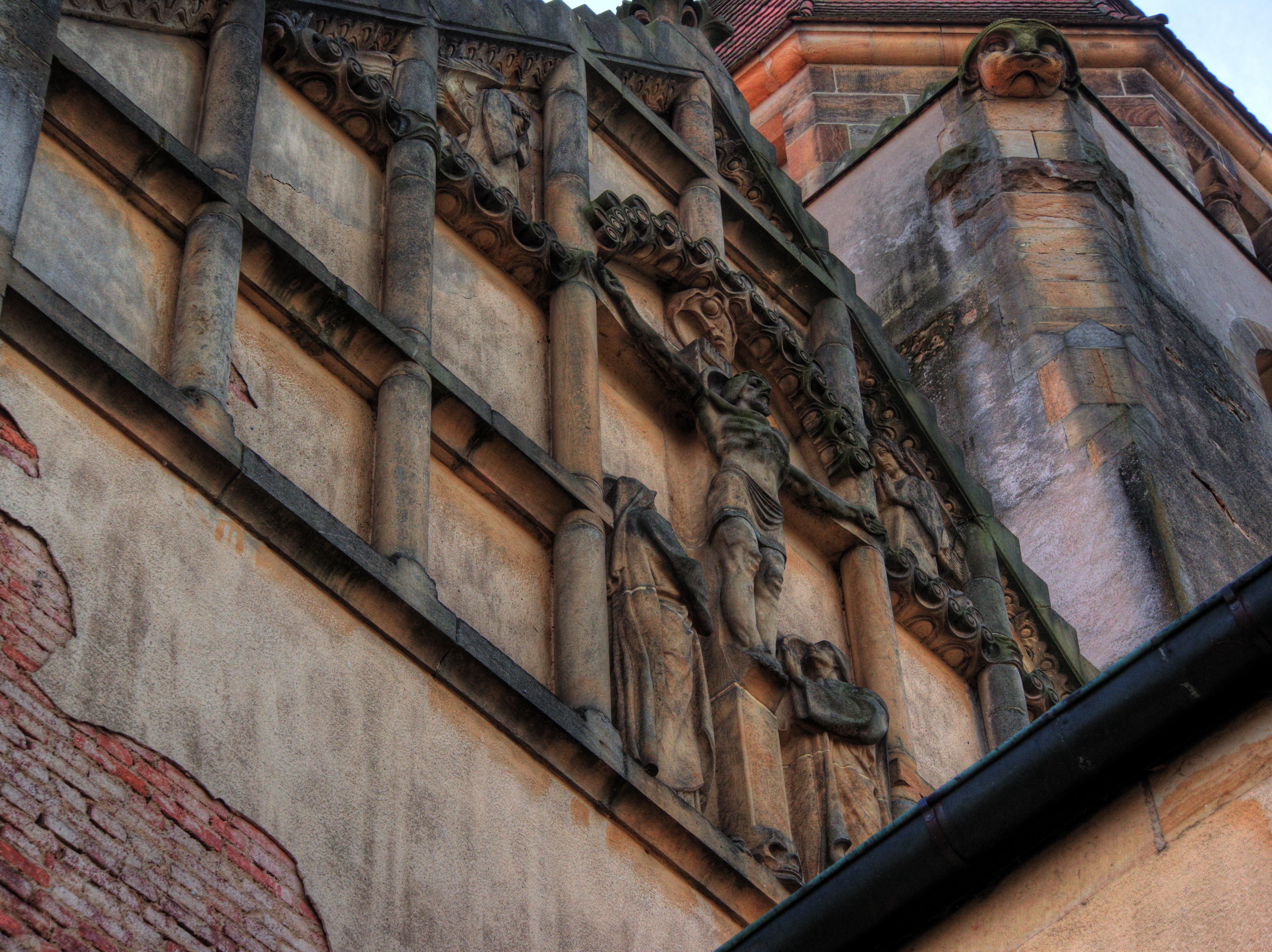
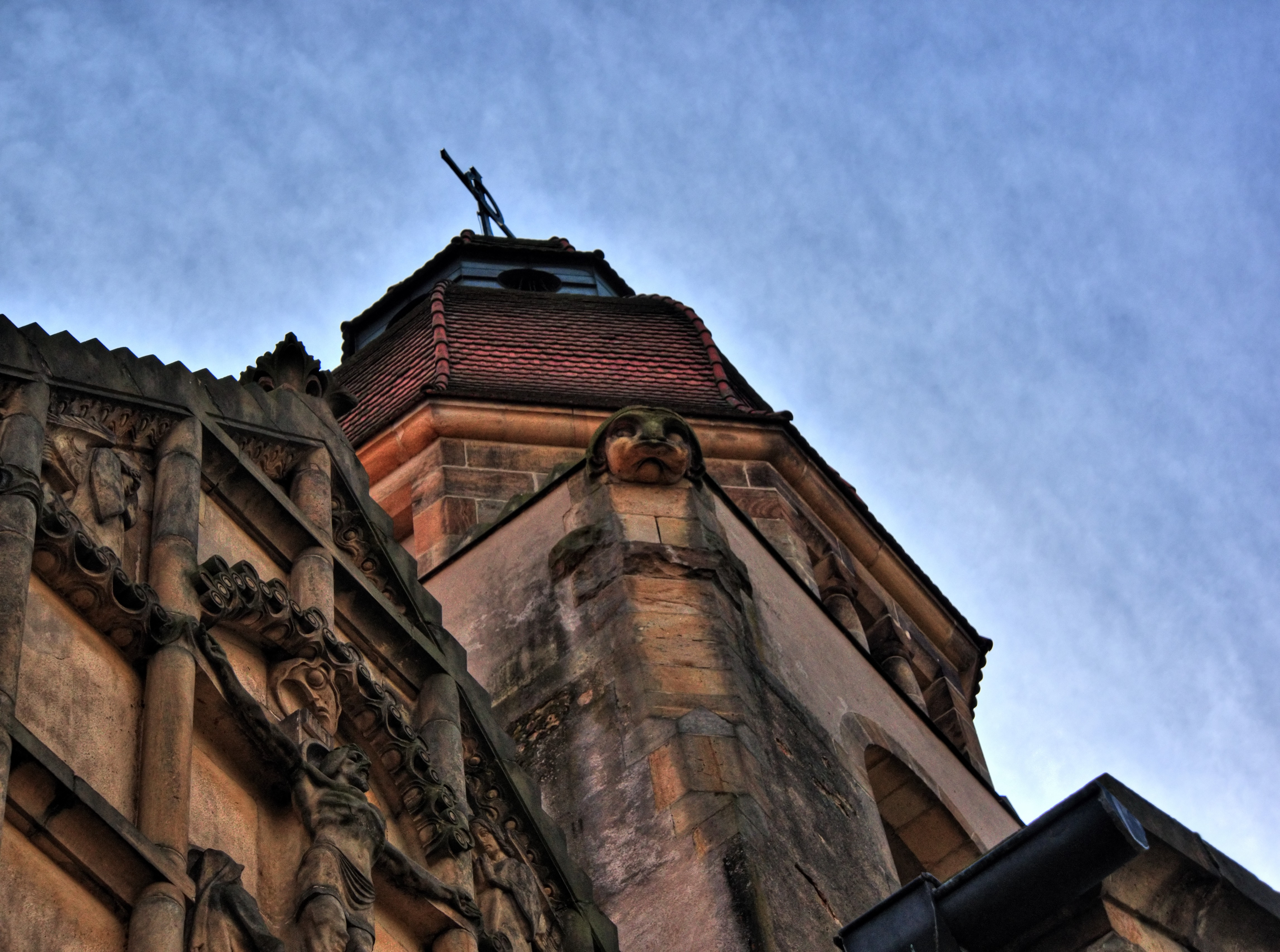
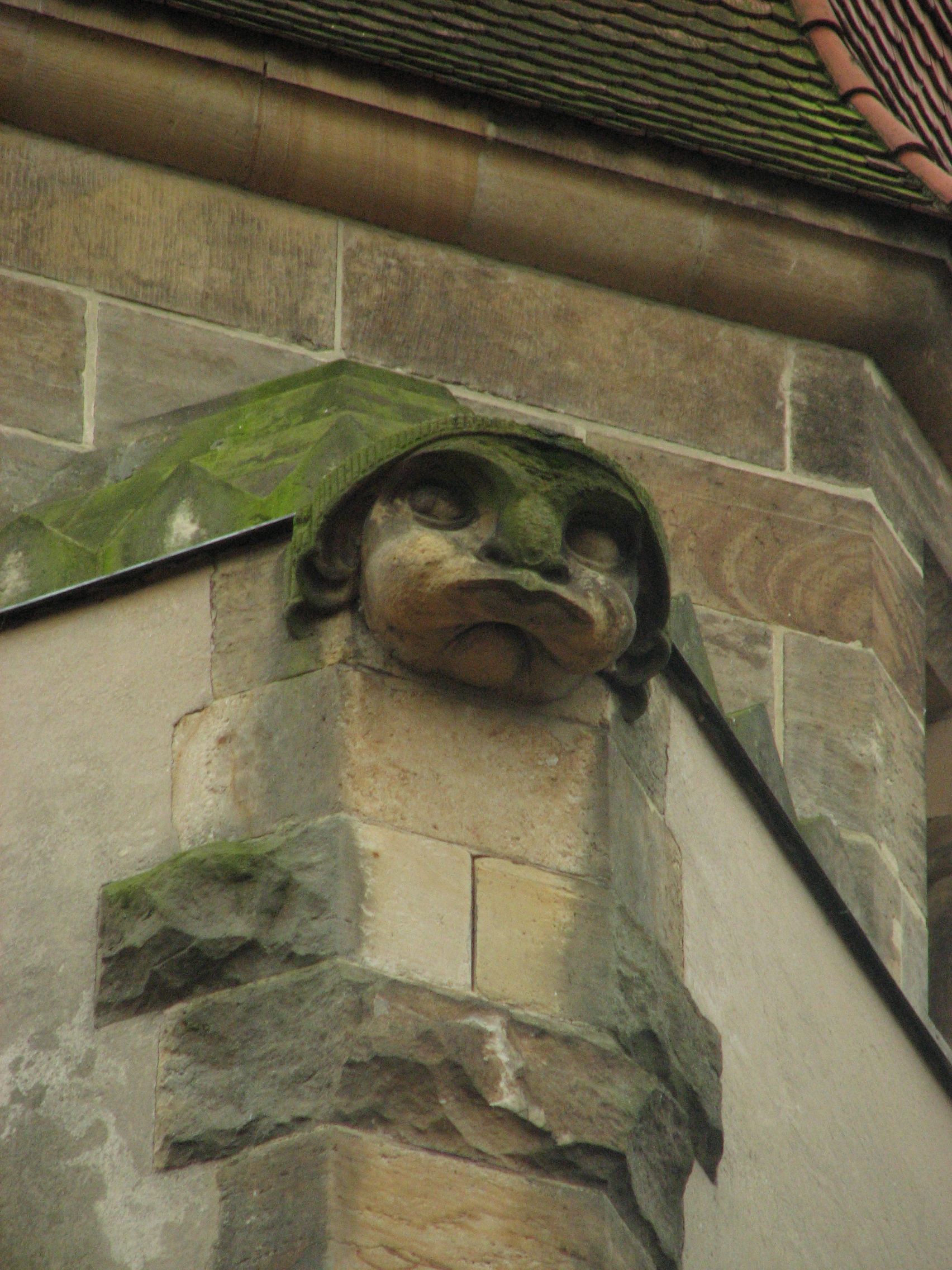